# Siaka Stevens
Siaka Probyn Stevens (Moyamba, 24 agosto 1905 – Freetown, 29 maggio 1988) è stato un politico sierraleonese.

## Biografia
Minatore, nel 1951 fondò con altri il partito indipendentista Sierra Leone people's party e fu membro del governo autonomo formatosi nel 1952. Negli anni 1950 conobbe influenti politici come Milton Margai e Albert Margai; nel 1958 si distaccò dai Margai per fondare un suo partito ultranazionalista, il People's national party.
Nel 1960 fondò invece l'All People's Congress, venendo tuttavia tenuto fuori dal primo governo dall'indipendenza del Paese, presieduto da Milton Margai.
Nel 1964 Margai morì lasciando il potere al fratello Albert; Stevens divenne l'oppositore politico più influente del regime totalitario di Margai, candidandosi ed ottenendo una grande vittoria alle elezioni del 1967.
Nel frattempo un colpo di Stato militare depose Margai, impedendo anche a Stevens di insediarsi. L'ex-minatore vinse tuttavia le resistenze militari e conquistò il potere, proclamando nel 1971 la Repubblica.
Stevens tenne il potere in modo abbastanza dittatoriale, proclamando nel 1978 l'All People's Congress unico partito del Paese. Nel 1985 lasciò il potere al suo fedelissimo Joseph Saidu Momoh.